# Hełmik purpurowobrody
Hełmik purpurowobrody (Oxypogon cyanolaemus) – gatunek małego ptaka z rodziny kolibrowatych (Trochilidae), podrodziny paziaków (Lesbiinae). Endemiczny dla pasma Sierra Nevada de Santa Marta w północnej Kolumbii. Zagrożony wyginięciem.

## Taksonomia
Po raz pierwszy gatunek opisali Osbert Salvin i Frederick DuCane Godman w 1880; opis ukazał się na łamach czasopisma „Ibis”. Holotyp pochodził z gór Sierra Nevada de Santa Marta, odłowiony został na wysokości 3050–4265 m n.p.m. Salvin i Godman przydzielili mu nazwę Oxypogon cyanolæmus. Z wyjątkiem zapisu æ jako ae tę samą nazwę uznaje Międzynarodowy Komitet Ornitologiczny (2020). Hełmik purpurowobrody był niegdyś klasyfikowany jako jeden z 4 podgatunków hełmika zielonobrodego (O. guerinii); autorzy Handbook of the Birds of the World zwrócili uwagę na możliwość istnienia 4 gatunków Oxypogon.

## Morfologia
Długość ciała hełmika purpurowobrodego wynosi około 11,5 cm. Według autorów Handbook of the Birds of the World dziób ma mierzyć blisko 8 mm, inne dane podają Nigel J. Collar i Paul Salaman (BirdLife International i Rainforest Trust; w tabeli średnia w mm):
|        | Długość dzioba | D. czuba | D. skrzydła | D. ogona |
| ------ | -------------- | -------- | ----------- | -------- |
| ♂♂, 10 | 14,2           | 22,6     | 71,2        | 54,8     |

Z wierzchu hełmik purpurowobrody jest głównie oliwkowozielony. Do jego unikatowych na tle rodzaju cech zaliczają się: brązowo-biały spód ciała, lśniąca fioletowo-niebieska broda, matowozielony połysk po bokach wierzchu głowy, w większej części biały ogon, stosunkowo krótki czubek – krótszy niż u innych przedstawicieli Oxypogon. Wszystkie sterówki są białe, z wyjątkiem środkowej pary i zakończeń pozostałych par. Dziób i nogi czarne.

## Zasięg i ekologia
Gatunek endemiczny dla pasma Sierra Nevada de Santa Marta w północnej Kolumbii, gdzie występuje na wysokości 3000–4800 m n.p.m. na łąkach paramo. Słabo poznany gatunek. W artykule z 1922 wspomniano, że żeruje na kwiatach Espeletia (rośliny z rodzaju są znane jako frailejón); jedynym gatunkiem, który występuje w górach Sierra Nevada de Santa Marta, jest Espeletia occulta (syn. Libanothamnus occultus). Brak informacji o lęgach.

## Status zagrożenia
IUCN od 2023 uznaje gatunek za zagrożony wyginięciem (EN, Endangered). Poprzednio – od 2014 miał status krytycznie zagrożonego wyginięciem (CR, Critically Endangered); wcześniej nie był osobno klasyfikowany, gdyż uznawano go za podgatunek. Liczebność populacji szacuje się na 250–999 dorosłych osobników, a jej trend uznawany jest za spadkowy.
4 marca 2015 o godzinie 11 jeden z członków ekspedycji organizacji ProAves w pasmo Sierra Nevada de Santa Marta wykonał zdjęcie nieokreślonego ptaka, który przysiadł na pobliskim krzewie; został później oznaczony jako hełmik purpurowobrody. Była to pierwsza obserwacja od 1946, kiedy M.A. Carriker odłowił 23 okazy – przez kolejne 69 lat O. cyanolaemus nie był widziany. Podczas jednej z wypraw, w 2004, został odnaleziony rzadki strzyżyk górski (Troglodytes monticola; endemit tego samego pasma), jednak hełmika nie odnaleziono. Wraz z okazami Carrikera w muzeach na całym świecie w marcu 2015 znajdowały się 62 okazy hełmika purpurowobrodego.
Już w 1922 gatunek został określony przez Todda i Carrikera mianem skrytego i skąpo rozlokowanego w badanym Paramo de Mamarongo. Poważnym zagrożeniem dla hełmików purpurowobrodych jest wypalanie łąk celem uzyskania miejsca na wypas bydła oraz wycinka E. occulta celem uzyskania drewna na opał. Na kolumbijskiej czerwonej liście ten gatunek rośliny – mogący stanowić główne źródło pokarmu kolibra – oznaczony jest jako krytycznie zagrożony wyginięciem. Część pasma Sierra Nevada de Santa Marta jest objęta parkiem narodowym, co jednak nie zapewnia skutecznej ochrony paramo.